# Хронологија ФНРЈ и КПЈ октобар 1946.
Хронолошки преглед важнијих догађаја везаних за друштвено-политичка дешавања у Демократској Федеративној Југославији (ДФЈ) и деловање Комунистичке партије Југославије (КПЈ), као и општа политичка, друштвена, спортска и културна дешавања која су се догодила у току октобра месеца 1946. године.
| ← септембар · Хронологија ФНРЈ и КПЈ током 1946. године · новембар → |

### 2. октобар
- Поводом двогодишњице ослобођења, одлуком Градског народног одбора Петровграда донета одлука којом је граду Петровград преименован Зрењанин, у знак сећања на револуционара и народног хероја Жарка Зрењанина (1902—1942). Ову одлуку 23. децембра 1946. потврдило је Министарство унутрашњих послова Народне Републике Србије.[1]

### 3. октобар
- У Голнику, код Крања, где се налазио на лечењу, преминуо Велимир Јакић (1911—1946), пуковник ЈА. Сахрањен је у Алеји народних хероја на Новом гробљу у Београду, а за заслуге током Народноослободилачке борбе, 21. децембра 1951. указом Президијума Народне скупштине ФНРЈ посмртно је одликован Орденом народног хероја.[2]

### 5. октобар
- У Београду одржана Конференција Народног фронта Србије, којој је присуствовало 450 делегата из свих крајева Србије, као и чланови Покрајинског одбора Народног фронта Војводине и Обласног одбора Народног фронта Косова и Метохије. Главни реферат на Конференцији поднео је Благоје Нешковић, председник Владе НР Србије.[1]

### 6. октобар
- У Београду, од 6. до 8. октобра, одржан Први конгрес задругара Србије на коме је основан Главни задружни савез Србије, на коме је учествовало 450 делегата из свих крајева Србије. Током Конгреса Реферате су поднели — Милан Поповић О развоју и стању задругарства у Србији, Јакша Новаковић О положају и улози задругара и Бранко Ракић О значају оснивања Главног задружног савеза Србије и његовим задацима. У раду Конгреса учествовао је прота Милан Смиљанић, министар пољопривреде у Влади НР Србије.[3]

### 9. октобар
- У Паризу, 9. и 10. октобра, Генерална скупштина Мировне конференције ратификовала, француски предлог о границама Југославије и Италије, којим је створена Слободна Територија Трста. Незадовољна овим предлогом, југословенска делегација, предвођена Едвардом Кардељем, у знак протеста напустила је заседање.[3][4]

### 10. октобар
- У Београду одржан Пленум Антифашистичког фронта жена Србије, коме је присуствовало 350 делегата из свих крајева Србије, као и представници Народног фронта, синдиката и омладине. Главни реферат на Пленуму О улози и раду жена у народној држави и значају избора за Уставотворну скупштину Србије поднела је Спасенија Цана Бабовић, председница АФЖ Југославије.[3]

### 11. октобар
- У Загребу Врховни суд НР Хрватске, због кривичних дела против народа и државе, као и колаборације осудио 13 лица — двојицу на смрт, а остале на временске казне. Међу осуђенима, били су углавном високи функционери НДХ, као и загребачки надбискуп Алојзије Степинац. На смрт су осуђени — Ерих Лисак (1912—1946), усташки официр и један од најближих сарадника Анте Павелића и др Павле Гулин, док су на временске казне осуђени — Алојзије Степинац на 16 година (казна му је касније преиначена на кућни притвор у родном Крашићу, код Загреба, где је и умро 1960), Јосип Шимецки на 14 година, Мамерто Маргетић на 13 година, Иван Шалић на 12 година, Јосип Црнковић на 11 година, Модесте Маринић на 5 година, Ђуро Коледњак на 5 година, Кристо Клеман на 3 године, Фрањо Павлек на годину дана и Мирко Коледњак и Јосип Видовић на шест месеци.[3][4]
- Поводом петогодишњице Дана устанка народа Македоније, Влада Народне Републике Македоније донела је одлуку којом је град Велес преименован у Титов Велес (овај назив град је задржао до септембра 1996).

### 13. октобар
- На територији Федералне Државе Босне и Херцеговине одржани избори за Уставотворну скупштину НР БиХ, на којима је гласало 82,2% гласача, на највећи број гласова освојили су кандидати Народног фронта Босне и Херцеговине.[5]
- У Загребу, од 13. до 15. октобра, одржан Први конгрес Народног фронта Хрватске, коме је присуствовало 1.900 делегата из свих делова Хрватске. На крају рада Конгреса, донет је Статут Народног фронта Хрватске и изабрано руководство организације — Председништво и Секретеријат, а за председника Председништва изабран је Владимир Назор.[3]

### 15. октобар
- У Београду одржана Конференција представника Народног фронта Србије, којој је присуствовало 450 делегата из Србије, као и гости — чланови Покрајинског одбора Народног фронта Војводине и Обласног одбора Народног фронта Косовско-метохијске области. Главни реферат на Конференцији поднео је Благоје Нешковић, председник Народне Владе Србије.[3]
- У Новом Саду одржана седница Покрајинског одбора Народног фронта Војводине на којој је утврђена листа посланичких кандидата Народног фронта Војводине за Уставотворну скупштину НР Србије. На истој седници Покрајински одбор Народног фронта Војводине донео је одлуку да се недеља од 24. до 31. октобра прогласи „ударном недељом” откупа житарица у Војводини.[3]

### 18. октобар
- У посети Југославији, од 18. до 23. октобра, боравила делегација Републике Пољске, коју су предводили председник Пољског националног већа Болеслав Бјерут и маршал Михал Жимјерски (током посете је 19. октобра одликован Орденом народног хероја). У току посете делегација је у пратњи председника Владе ФНРЈ маршала Тита посетила Београд, Загреб, Љубљану и Ријеку.[6]

### 19. октобар
- У Београду на Теразијама поводом прославе друге годишњице ослобођења Београда одржана војна парада припадника Југословенске армије (ЈА), којом је командовао генерал-мајор Павле Јакшић. Паради је присуствовао маршал Тито, као и чланови пољске делегације  која је боравила у посети Југославији.[6]
- У Љубљани, потпредседник Владе ФНРЈ и шеф југословенске делегације на Мировној конференцији у Паризу, Едвард Кардељ говорио пред око 70.000 грађана о југословенским захтевима и раду делегације на Мировној конференцији, ко и о значају избора за Уставотворну скупштину.[3]

### 23. октобар
- У Београду Војни суд града Београда осудио групу од 33 лица, који су били у саставу командног и стражарског особља логора за југословенске ратне заробљенике у Норвешкој, током Другог светског рата. На смртну казну стрељањем осуђено је 23 лица, а 10 на временске казне у трајању од 5 до 20 година. Међу осуђенима су били — Карл Хесе (1897—1946), оберштурмфирер СС и командант логора „Корген“ и Карл Лампе (1892—1946), унтерштурманфирер СС и заменик команданта логора „Корген“. Смртна казна над осуђеним лицима извршена је 14. новембра.

### 27. октобар
- На територији Народне Републике Словеније одржани избори за Уставотворну скупштину НР Словеније, на којима су највећи број гласова освојили кандидати Народног фронта Словеније.[7]

### 28. октобар
- У Београду, од 28. до 29. октобра, одржан Први конгрес Главног задружног савеза Југославије, коме је присуствовало 450 делегата из свих крајева Југославије. На Конгресу је говорио председник Привредног савета ФНРЈ Борис Кидрич, а на крају је изабрано руководство савеза — Управни и Контролни одбор.[7]

### 31. октобар
- У Загребу на Тргу републике маршал Тито говорио на предизборном митингу Народног фронта Хрватске.[6]